# L'odio del rajah
L'odio del rajah (Each to His Kind) è un film muto del 1917 diretto da Edward J. Le Saint.

## Trama
Erede del Maharajah di Dharpuli, Rhandah parte per andare a studiare in Inghilterra. Prima della partenza, promette il suo eterno amore alla principessa Nada e lei, come pegno d'amore, gli dona un amuleto. In Inghilterra, Amy Dawe, una ricca ragazza, civetta con il principe perché ha scommesso di ottenere da lui l'amuleto. Rhandah cerca di abbracciare Amy, ma Dick Larimer, il fidanzato, lo mette sull'avviso, ricordandogli che lui è solo un indù.
Tornato in India, Rhandah si lecca le ferite: amareggiato, medita vendetta e non lo aiuta certo l'atteggiamento di Nada, che lo respinge non credendo alle sue assicurazioni di esserle stato sempre fedele. L'occasione per vendicarsi giunge quando Amy e Dick arrivano in India e sono presi prigionieri durante una rivolta. Rhandah cederà però alle suppliche di Nada che, resasi conto che Amy non è una sua rivale, ora chiede pietà per i due inglesi.

## Produzione
Il film fu prodotto dalla Jesse L. Lasky Feature Play Company.

## Distribuzione
Distribuito dalla Famous Players-Lasky Corporation e dalla Paramount Pictures, il film uscì nelle sale cinematografiche statunitensi il 5 febbraio 1917.